# Bebryce cinerea
Bebryce cinerea is een zachte koraalsoort uit de familie van de Plexauridae. De koraalsoort behoort tot het geslacht van de Bebryce.
De wetenschappelijke naam van de soort werd in 1936 gepubliceerd door Elisabeth Deichmann.